# Holmgrenia chrysea
Holmgrenia chrysea là một loài rêu trong họ Entodontaceae. Loài này được Schwägr. Lindb. mô tả khoa học đầu tiên năm 1863.